# Броненосцы типа «Брауншвейг»
Броненосцы типа «Брауншвейг» — тип германских броненосцев начала XX века. Корабли этой серии являлись дальнейшим развитием проекта броненосцев типа «Виттельсбах».

## Проектирование и постройка
С принятием Второго военно-морского закона под руководством вице-адмирала Альфреда фон Тирпица в 1900 году было выделено финансирование для нового типа броненосцев. Предыдущий закон требовал общей численности в девятнадцать линкоров к 1 апреля 1904 года, что было достигнуто с типом Wittelsbach, а новый закон увеличил проектируемый боевой флот до тридцати восьми капитальных кораблей. Тип Braunschweig был первой группой кораблей, построенных по этому новому плану, и они представляли собой значительный прогресс в артиллерийской мощи по сравнению с более ранними немецкими броненосцами.
Самым насущным вопросом, который нужно было решить, был главный калибр. «Вительсбахи» были вооружены 24-см орудиями, что намного меньше стандартного в большинстве других флотов калибра 30,5 см (12 дюймов). 24-см орудия были, самым большим оружием, для которого Krupp, поставщик морской артиллерии для Kaiserlicheмarine (Имперский флот), разработал скорострельную технологию. Германское военно-морское командование обычно отдавало предпочтение высокой скорострельности, а не тяжелым снарядам, исходя из того, что шквал снарядов уничтожит орудия и надстройки вражеских броненосцев быстрее, чем мощные, но медленностреляющие орудия. Но к тому времени, как начались проектные работы над типом «Брауншвейг» , Крупп разработал скорострельную 28-см пушку, и поэтому военно-морское командование решило принять её на вооружение новых кораблей.
В то же время, поскольку флоты многих стран улучшали броневую защиту своих кораблей и увеличивали средний калибр, чтобы противостоять более толстой броне, например, американские броненосцы Connecticut, которые имели средний калибр из 7 дюймовых (178 мм) орудий. Немецкие конструкторы увеличили средний калибр для проекта «Брауншвейг» с 15 см до 17 см. В расположении брони единственным отличием от предыдущего типа было увеличение высоты поясной брони (что бы предотвратить ее погружение в полном грузу). Конструкторы рассматривали возможность увеличения калибра противоминных орудий с 8,8 см до 10,5 см, но отказались от этого, поскольку увеличенный вес потребовал бы сокращения количества орудий, а более тяжелые снаряды снизили бы скорострельность. 17-сантиметровые орудия оказались своего рода разочарованием в эксплуатации, поскольку более крупные снаряды были значительно тяжелее и, следовательно, их было сложнее заряжать вручную, что снижало их скорострельность.

## Конструкция

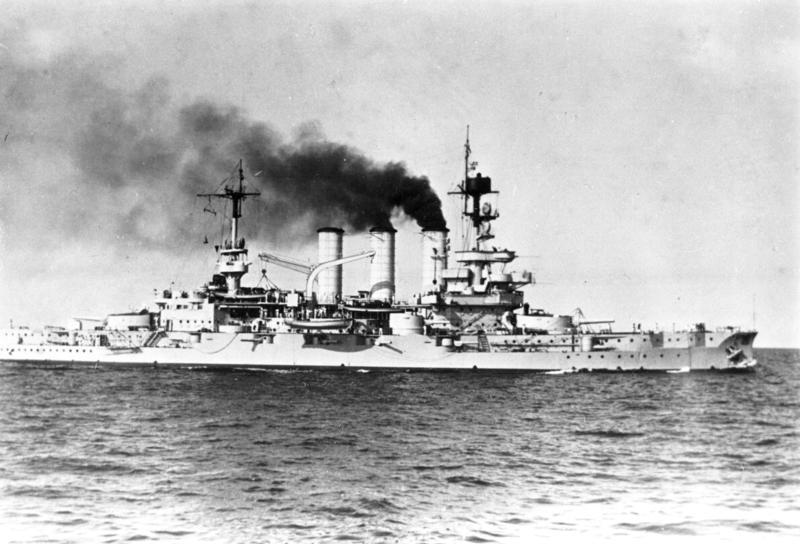
Hessen в 1926

Отличались от прототипа усиленным вооружением и увеличенной фактической скоростью. Схема бронирования и толщина брони остались неизменны. Четыре орудия калибра 170-мм были размещены в башнях, что вызвало критику из-за их низкой надежности и тактической нецелесообразности.
Двойное дно шло на протяжении 60 % длины корпуса. На броненосцах был установлен один полубалансирный руль.
Корабли отличались хорошей мореходностью, но были склонны к тяжелой качке. Корабли легко управлялись и имел небольшой радиус разворота на малой скорости, но при полной перекладке руля теряли до 70 % скорости. Броненосцы имели экипаж из 35 офицеров и 708 матросов, при использовании в качестве флагмана, добавлялось ещё 13 офицеров и 66 матросов.

### Бронирование
Броневая защита по сравнению с типом «Виттельсбах» практически не изменилось. Вертикальное бронирование изготавливалось из цементированной крупповской брони. Горизонтальное — из хромо-никелевой. Главный броневой пояс толщиной 225 мм располагался между барбетами носовой и кормовой башен. Под водой его толщина уменьшалась, доходя у нижней кромки до 150 мм. Пояс был установлен на подкладке из тикового дерева. Палубная броня была 40 мм в горизонтальной части, толщина скосов колебалась 140-75-140 мм. Крыша носовой рубки была 50 мм, стены: 300 мм. Крыша кормовой рубки была 30 мм, стены: 140 мм. Цитадель корабля был защищена 140 мм бронёй. Крыша башен ГК была толщиной 50 мм, 250 мм — стены. Броня башен среднего калибра имела толщину 150 мм, казематы имели туже толщину, в то время щиты прикрывавшие пушки стоящие в казематах имели толщину 70 мм.

### Вооружение

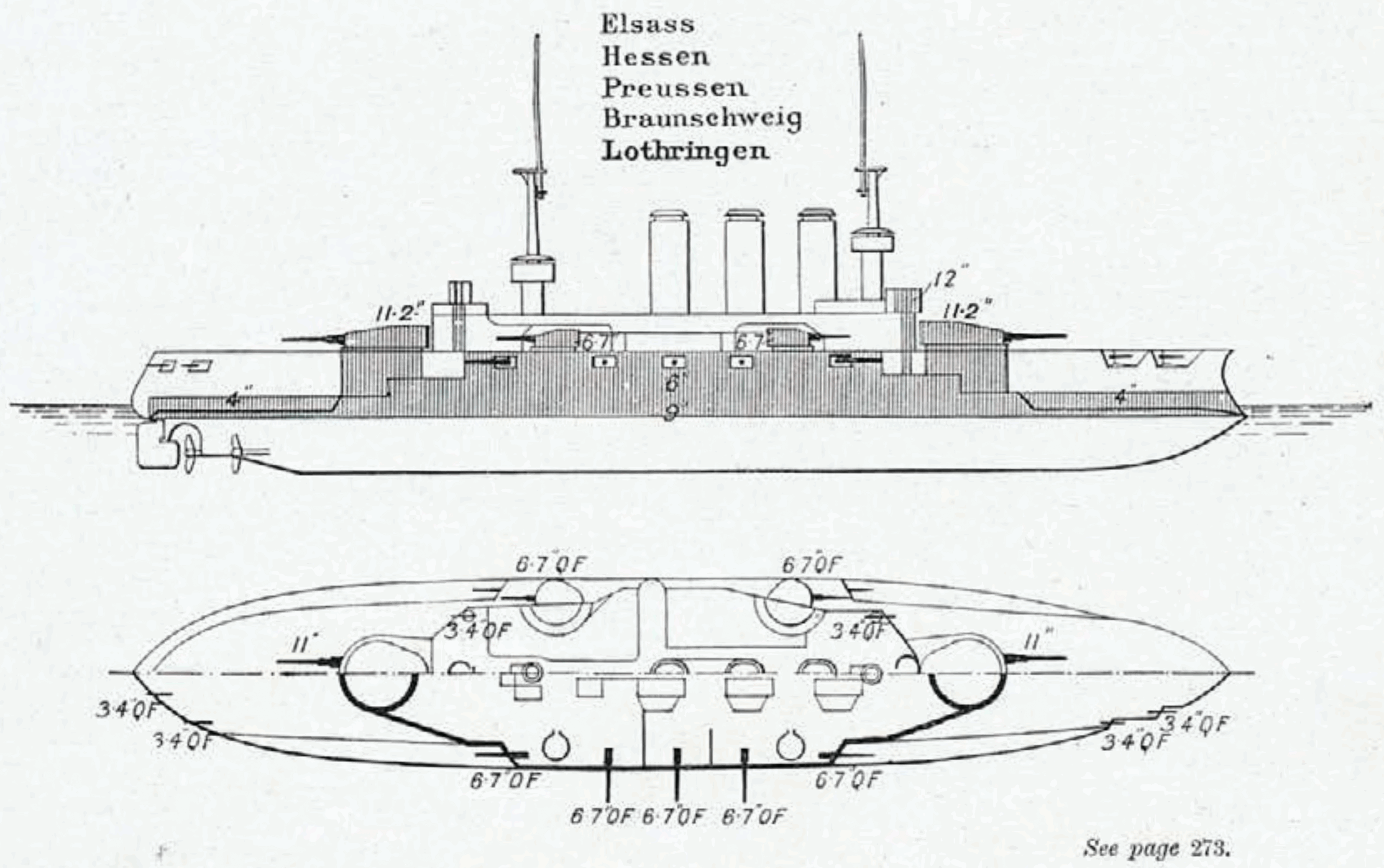
План расположения вооружения из справочника Брассейя

На кораблях стояли четыре 280-мм пушки в двухорудийных башнях в носовой и кормовой части. Орудия стреляли двумя типами снарядов одинакового веса по 240 кг с начальной скоростью 820 м/с. Орудия имели угол возвышения 30°, угол склонения −4°. Это позволяло вести огонь на 18 800 м. Боезапас каждого орудия состоял из 85 снарядов.
Средний калибр составляли 14 170-мм орудий, четыре из которых находились в одноорудийных башнях, а остальные — в казематах. Эти орудия стреляли бронебойными снарядами массой 64 кг со скорострельностью около 4 выстрелов в минуту. Считалось, что 70 кг — максимальный вес снаряда, с которым можно иметь дело в отсутствие механической системы заряжания. На каждое орудие приходилось 130 выстрелов, в сумме 1820. Стволы казематных орудий поднимались на 20° и опускались на 7°. Максимальная дальность — 14 500 м. Башенные орудия имели угол возвышения 30° и дальность 16 900 м.
Противоминный калибр составляли 18 88-мм SK L/35 скорострельных пушек, размещённых в казематах, которые делали до 15 выстрелов в минуту.
Так же броненосцы имели по шесть 450 мм подводных торпедных аппаратов с запасом из шестнадцати торпед.
Для вооружения десантных партий имелись две 6 см десантных пушки и 420 винтовок (потом 250) mod 98 и 100 револьверов mod. 79, заменённых впоследствии пистолетами М.1904.

### Силовая установка

#### Главная энергетическая установка
Корабли типа «Брауншвейг» приводились в движение с помощью трёх трёхцилиндровых машин тройного расширения проектной мощностью 16 тысяч л. с. (11 900 кВт). Машины приводились в действие восемью котлами военно-морского типа (Шульца) и шестью огнетрубными котлами цилиндрического типа, вырабатывающие пар с рабочим давлением 13,5 атм с поверхностью нагрева 4550 м². Корабли имели один руль и три винта . Два внешних винтов были трехлопастные, диаметром 4,8 м. Центральный винт был четырёхлопастным, 4,5 м в диаметре. Проектная скорость была 18 узлов (33 км/ч). При запланированной мощности в 16 тыс. л. с., во время испытаний двигатели показали мощность от 16 400 до 16 980 л. с. (12 230 и 12 660 кВт), а максимальная скорость между 18,2 и 18,7 узлов (33,7 и 34,6 км/ч). Дальность хода была 5200 морских миль (9600 км) с экономической скоростью 10 узлов (19 км/ч), кроме «Гессена». «Гессен» имел увеличенный расход топлива и уменьшенную до 4530 миль (8390 км) дальность на 10 узлах (19 км/ч).

#### Электропитание
Первые два корабля — «Брауншвейг» и «Эльзас» — имели четыре генератора постоянного тока мощностью по 230 кВт и напряжением 74 В, в то время как три следующие корабля — «Гессен», «Пройссен» и «Лотринген» — имели четыре турбогенератора с турбинами Кертиса мощностью 260 кВт (110 В).

## Представители
- «Брауншвейг»[нем.]
- «Эльзас»[нем.]
- «Гессен»[нем.]
- «Пройссен»[нем.]
- «Лотринген»[нем.]

## История
С началом Первой мировой войны вошли в состав 4-й эскадры Флота Открытого моря. Неоднократно перебрасывались на Балтику, но в боях не участвовали. Дефицит личного состава для новых кораблей вынудил оставить только часть экипажа, а сами корабли были поставлены на якорь, как охранные, на различных базах флота. После войны оставались на активной службе до вступления в строй «карманных линкоров», формально подходивших под Версальские соглашения.
В 1931 году были исключены из списков флота и сданы на слом все корабли серии, кроме «Гессена», который, получив в 1935-37 годах новые котлы, был перестроен в радиоуправляемый корабль-мишень, и в этом качестве активно использовался Кригсмарине. После войны попал во флот Советского Союза, где получил название «Цель», под которым просуществовал до середины 60-х годов и также служил мишенью для артиллерийской стрельбы и воздушного бомбометания.